# Ravicești
Ravicești falu Romániában, Erdélyben, Fehér megyében.

## Fekvése
Lepus közelében fekvő település.

## Története
Raviceşti korábban Lepus része volt, 1956 körül vált külön 53 lakossal.
1966-ban 54, 1977-ben 37, 1992-ben 34, 2002-ben pedig 23 román lakosa volt.